# Serapion (Dunaj)
Serapion (světským jménem: Igor Savvovič Dunaj; * 2. října 1967, Kišiněv) je moldavský duchovní Ruské pravoslavné církve, biskup jalutorovský a vikář tobolské eparchie.

## Život
Narodil se 2. října 1967 v Kišiněvě.
Po střední škole obce Hulboaca a Grătieşti studoval na stavitelském učilišti v rodném městě. Od roku 1986 sloužil v řadách Sovětské armády v Kazašské SSR. Po demobilizaci se stal hypodiákonem metropolity kišiněvského Serapiona (Fadějeva), který ho 10. listopadu 1988 rukopoložil na diákona. Dne 25. února 1989 byl stejným metropolitou rukopoložen na jereje a poslán do monastýru Căpriana.
Dne 14. května 1989 byl postřižen na monacha se jménem Serapion na počest svatého Serapiona Novgorodského a 7. června byl povýšen na igumena. Dne 24. července získal právo přejít do kléru tulské eparchie.
Dne 21. listopadu 1989 jej metropolita tulský a beljovský Serapion (Fadějev) povýšil na archimandritu. Roku 1995 dokončil Moskevský duchovní seminář.
Dne 1. října 2001 přešel do kléru voroněžské eparchie a roku 2003 dokončil Novomoskevskou stavební technickou školu. Poté přešel do kléru astanské eparchie, kde byl ustanoven představeným Pokrovského chrámu v Esiku. 
Od 27. dubna 2004 byl zástupcem správce eparchiální správy, blagočinným Astanského okruhu, představeným katedrálního chrámu svatého Konstantina a Heleny v Astaně a chrámu chrámu svatého Serafima Sarovského.
Roku 2004 dokončil studium práva na Tulské státní univerzitě. Působil též jako představený dalších chrámů a jako člen eparchiální rady.
Roku 2010 absolvoval na Kyjevské duchovní akademii.
Dne 4. března 2010 se stal součástí kléru permské eparchie. Zde vykonával funkci představeného katedrálního chrámu 26. července opět přešel do astanské eparchie. Byl jmenován představeným chrámu Zjevení Páně v Almaty. Dne 15. prosince 2011 se stal předsedou revizní komise eparchie.
Dne 1. září 2013 přešel do novorossijské eparchie. Stal se duchovním katedrálního chrámu v Novorossijsku a členem eparchiální rady.
Dne 5. května 2015 jej Svatý synod zvolil biskupem bijským a bělokurichinským. Biskupská chirotonie proběhla 28. června v chrámu Zesnutí přesvaté Bohorodice v Moskvě. Hlavním světitelem byl patriarcha moskevský a celé Rusi Kirill.
Dne 28. prosince 2018 byl ustanoven biskupem zarinským a vikářem barnaulské eparchie a 27. května 2022 biskupem jalutorovským a vikářem tobolské eparchie.